# Собор Святых Назария и Цельсия (Безье)

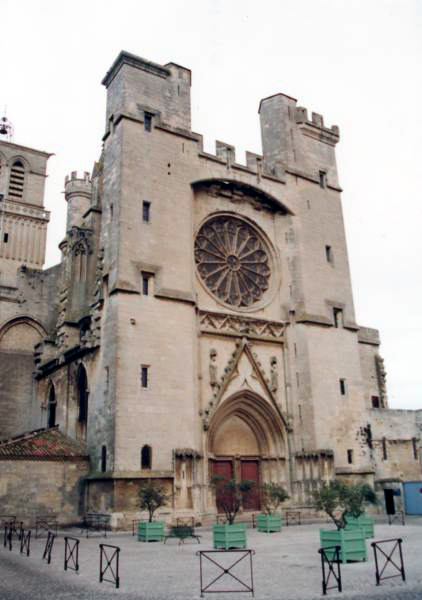
Собор Святых Назария и Цельсия

Собор Святых Наза́рия и Це́льсия  (Собор Безье́, фр. Cathédrale Saint-Nazaire-et-Saint-Celse de Béziers) — бывший кафедральный собор в городе Безье, Франция. Назван в честь святых Назария и Цельсия.

## История
В документах впервые о постройке храма упоминается в VIII веке. Нынешняя церковь была возведена в XIII веке на месте бывшего здания, разрушенного в 1209 году во время крестового похода против альбигойцев. Собор святых Назария и Цельсия был кафедрой епископа епархии Безье, которая в 1801 году была упразднена и объединена с епархией Монпелье.